# Crying Lightning
"Crying Lightning" là một bài hát của ban nhạc indie rock Anh Arctic Monkeys, được phát hành dưới dạng đĩa đơn đầu tiên từ album phòng thu thứ ba của ban nhạc, Humbug.
Bài hát ra mắt ở vị trí #12 trên UK Singles Chart vào ngày 12 tháng 7 năm 2014 chỉ qua tải kỹ thuật số.

## Video âm nhạc
Video âm nhạc của đĩa đơn ra mắt trên Channel 4 tại Anh vào ngày 24 tháng 7 năm 2009.
Video âm nhạc, được đạo diễn bởi Richard Ayoade (người đã hợp tác với ban nhạc trong video âm nhạc cho " Fluorescent Adolescent"), trong đó có cảnh ban nhạc biểu diễn bài hát trên một chiếc thuyền giữa biển.

## Danh sách bài hát
| 10", Tải MP3 kỹ thuật số | 10", Tải MP3 kỹ thuật số   | 10", Tải MP3 kỹ thuật số | 10", Tải MP3 kỹ thuật số                          | 10", Tải MP3 kỹ thuật số |
| STT                      | Nhan đề                    | Phổ lời                  | Phổ nhạc                                          | Thời lượng               |
| ------------------------ | -------------------------- | ------------------------ | ------------------------------------------------- | ------------------------ |
| 1.                       | "Crying Lightning"         | Alex Turner              | Arctic Monkeys                                    | 3:43                     |
| 2.                       | "Red Right Hand"           | Nick Cave                | Nick Cave/Mick Harvey/Conway Savage/Thomas Wydler | 4:19                     |
| 3.                       | "I Haven't Got My Strange" | Alex Turner              | Arctic Monkeys                                    | 1:29                     |

| 7"  | 7"                 | 7"          | 7"                                                | 7"         |
| STT | Nhan đề            | Phổ lời     | Phổ nhạc                                          | Thời lượng |
| --- | ------------------ | ----------- | ------------------------------------------------- | ---------- |
| 1.  | "Crying Lightning" | Alex Turner | Arctic Monkeys                                    | 3:43       |
| 2.  | "Red Right Hand"   | Nick Cave   | Nick Cave/Mick Harvey/Conway Savage/Thomas Wydler | 4:19       |

## Thành phần tham gia
Arctic Monkeys
- Alex Turner - hát chính, lead guitar & rhythm guitar, Vox Super Continental Organ (track 3)
- Jamie Cook - guitar chính & rhythm guitar
- Nick O'Malley - guitar bass
- Matt Helders - trống, hát phụ

Nghệ sĩ phụ
- Josh Homme - hát phụ (bài 3)
- John Ashton - bàn phím, hát phụ (bài 1), guitar

## Bảng xếp hạng
| BXH (2009)                       | Vị trí cao nhất |
| -------------------------------- | --------------- |
| Austrian Singles Chart           | 70              |
| Belgium Singles Chart (Flanders) | 63              |
| Belgium Singles Chart (Wallonia) | 49              |
| Canadian Singles Chart           | 15              |
| French Singles Chart             | 23              |
| UK Indie Chart                   | 1               |
| UK Singles Chart                 | 12              |
| Japan Singles Chart              | 44              |